# Jukamenskij rajon
Lo Jukamenskij rajon (in russo Юкаменский район?, in lingua udmurta Юкаменск ёрос) è un municipal'nyj rajon della Repubblica Autonoma dell'Udmurtia, in Russia. Istituito il 15 luglio 1929, occupa una superficie di 1 016,09 chilometri quadrati, ha come capoluogo il villaggio di Jukamenskoe e una popolazione di 7 574 abitanti. Il distretto è suddiviso in 8 comuni rurali. Il maggior fiume del territorio è il Lekma.